# You Stupid Man
You Stupid Man è una commedia romantica del 2002 i cui protagonisti sono Milla Jovovich, Denise Richards e David Krumholtz.
Il film, scritto e diretto da Brian Burns, racconta le disavventure amorose di Owen, giornalista di New York.

## Trama
Il film inizia con la bella Chloe Francis e il suo ragazzo Owen che parlano sotto la neve a New York: la ragazza sta per diventare una stella della televisione e i due si giurano eterno amore nonostante la carriera di attrice costringa Chloe a trasferirsi a Los Angeles.
Dopo qualche tempo Owen decide di andare a Los Angeles dalla sua ragazza per sposarla e vivere per sempre insieme, tuttavia appena giunge agli studios televisivi sorprende Chloe insieme al suo coprotagonista Roger mentre copulano.
Tornato a New York il ragazzo riceve il conforto di suo fratello Jack. La stessa sera Jack parla con la fidanzata Diane e lei gli dice che consultando gli astri ha trovato l'anima gemella di Owen: Nadine (i due saranno il testimone e la damigella d'onore al matrimonio di Jack e Diane).
Il giorno seguente alla fermata della metropolitana Jack parla a Owen di Nadine, dicendogli che anche Chloe sarà presente al matrimonio. I due vengono interrotti da uno scherzo del fratello maggiore dei due, il poliziotto Brady, che aiutato da un collega scatta una fotografia dei due con le mani in alto e i pantaloni calati. Alla fine Jack convince Owen ad andare a cena con Nadine.
Nel locale Ellipsis Owen vede entrare Nadine, rimanendo senza parole per la bellezza della ragazza. I due si presentano ma la serata inizia subito male per un paragone infelice fatto da Owen tra le ragazze carine come Nadine e i cani di razza;
la ragazza, offesa, prosegue la cena senza parlare, la sua espressione pretende delle scuse che, dopo un po' di resistenza da parte di Owen, arrivano. Tuttavia l'insistente parlare della sua ex e un secondo paragone infelice fa desumere che non seguirà una seconda cena tra i due.
Una settimana dopo i due fratelli Owen e Brady vanno in un locale in cerca di una compagna per il testimone.
Brady aggancia subito una ragazza, Owen invece fugge da una che si incide le braccia facendosi dei "sado".
Il ragazzo, scontento del posto e in preda all'aerofagia, si dirige all'uscita del locale, nel mentre sopraggiungono Nadine e Diane. Quest'ultima lascia i due futuri testimoni da soli. I due parlano di come sia andato male il loro primo appuntamento ma invece di recuperare la situazione si incolpano a vicenda. Alla fine Nadine manda Owen a quel paese, il ragazzo cade vittima di sonoro attacco aerofagico e la serata finisce come la settimana prima.
È il giorno del matrimonio, Owen rivede la sua ex Chloe. I due si parlano fino a litigare, sotto gli occhi di Nadine. Al banchetto Owen fa un discorso in onore degli sposi, è talmente bello che fa colpo sulla testimone, che lo invita a bere qualcosa.
I due ragazzi passeggiano assieme per andare in un locale, Nadine racconta a Owen di come sei mesi prima si sia lasciata con il ragazzo, dopo che, su richiesta di lei di una svolta nel rapporto, lui le propose di sposarla. Nel locale Owen parla di quanto a Chloe piacesse leggere il New York Post quando lui non c'era e di quando, dopo il tradimento, lui le porta il giornale in segno di perdono, in risposta al gesto la ragazza dice "Non ci posso credere: sono finita di nuovo in prima pagina!". Nadine inizia a ridere. I due iniziano a frequentarsi, vanno al cinema, tornano nel locale dove si sono visti la prima volta, diventano buoni amici.
I tre fratelli fanno jogging assieme, Jack dice di aver conosciuto una ragazza in chat, Owen dice che Nadine la sta aiutando a riconquistare Chloe.
San Valentino, un uomo e una donna in un bar si giurano eterno amore, sopraggiungono Nadine e Owen. L'uomo è Jeffrey, l'ex ragazzo di Nadine, la quale fa una scenata ai due, che se ne vanno. Fuori dal locale Nadine sfoga i suoi pensieri a Owen, il quale per calmarla la invita a essere la sua ragazza per il giorno di San Valentino, lei accetta e propone di "girovagare senza meta", come nei vecchi film di Hollywood tra le luci dei neon e le note di "The trolley song" (canzone più volte ripresa nel film).
Nel loro girovagare i due ragazzi escono da un negozio di regali, si siedono e si scambiano i pacchi. Nadine regala delle pantofole snoopy perché "non puoi avere i piedi freddi se devi affrontare una corsa a ostacoli", riferito alla riconquista di Chloe. Owen regala uno specchio dicendo "quando sono depresso mi tira su vederti sorridere e allora pensavo che la prossima volta che starai un po' giù ti basterà guardare dentro questo specchio e vedere quanto il tuo sorriso è meraviglioso". Nadine è sorpresa dal miglior complimento che gli abbia mai fatto un uomo e, dopo aver ringraziato, punzecchia Owen dicendogli che il messaggio finale del regalo è che il suo sedere faccia schifo.
Studios televisivi di New York, Owen deve fare un'intervista a Chloe, per l'occasione si fa accompagnare da Nadine. Una truccatrice sta preparando un body paint su Chloe, che lascia di stucco Owen, il quale inizia una piccante intervista, tuttavia dopo un po' il tempo si riavvolge, l'intervista è stata solo un'immagine nella testa del ragazzo, che prende e se ne va.
In libreria ritroviamo Owen Nadine Jack e Diane che parlano dell'accaduto; Jack sfotte Owen mostrandogli la "Guida completa per idioti per instaurare relazioni amorose", quest'ultimo prende e se ne va, seguito da Nadine. Fuori dal negozio Nadine cerca di incoraggiare Owen, dicendogli che Chloe non è poi così mergavigliosa come lui crede; i due iniziano a discutere animatamente, Owen rinfaccia a Nadine di aver spezzato il cuore al suo ex subito dopo aver soddisfatto il suo capriccio adolescenziale di farsi chiedere la mano. A questo punto Nadine in lacrime confessa che in realtà Jeffrey l'ha tradita e inizia a piangere, Owen capisce la gaffe, si toglie una scarpa e se la mette in bocca, facendo morir dal ridere Nadine. I due si abbracciano.
Jack e Owen camminano sulle strade innevate, Jack parla della ragazza della chat e rivela che ne è attratto al punto di eccitarsi in bagno dopo ogni conversazione. Tornato a casa Owen trova due messaggi nella segreteria: il primo è di Nadine, ha affittato il film Incontriamoci a San Louis e lo invita a vederlo, il secondo è di Chloe, dice che gli vuole parlare al più presto.
Bussano alla porta di Nadine, la ragazza è contenta di vedere Owen nello spioncino e apre. Owen dice "Mi ha chiamato!", Nadine (un po' delusa) "Chi?". Owen mostra il registratore tascabile col quale ha registrato il messaggio in segreteria, Nadine dice "Hai registrato il messaggio???", Owen "Registro sempre i messaggi memorabili".
I due ascoltano il messaggio, Owen è tutto eccitato, Nadine lo guarda sconsolata, trattiene le parole, fa finta di niente e alla fine dice di volerlo riascoltare.
Nel vialetto che porta al locale dell'incontro Owen prova vari stili del saluto che farà a Chloe. Nel locale tuttavia il saluto è un soltanto un susseguirsi di "Hey!". Seduti al tavolo Chloe parla del suo problema: dopo la fuga di Owen dall'intervista Chloe ha rivelato cose compromettenti al successivo intervistatore, quindi la ragazza vorrebbe una correzione dell'articolo. Owen, che si aspettava tutt'altro, si alza dal tavolo dicendo che lo sistemerà e se ne va sconsolato.
A casa di Nadine quest'ultima consola un Owen in lacrime dicendogli che troverà una ragazza molto più in gamba di lei. Su risposta negativa del ragazzo, Nadine lo prende per mano e lo conduce davanti a una bottiglietta di ketchup, dicendogli che anche se sul davanti c'è l'etichetta molto bella, è solo girandole intorno (cambiando prospettiva) che si leggono tutti gli ingredienti.
"Il fatto Owen è che la storia tra te e Chloe io dico che la stai guardando da un punto di vista sbagliato, magari non era il momento giusto... o... magari... forse... c'è qualcun altro che è... perfetto per te e... non riesci a vederlo perché... non guardi le cose dalla giusta angolazione..." Ovviamente il qualcun altro è riferito a sé stessa...
I giorni passano e i due ragazzi continuano a frequentarsi. Jack, Diane, Owen e Nadine parlano in un supermercato. Diane dice di trovare molto bene Owen che risponde dicendo che, per merito del Ketchup, è uscito con una ragazza a un appuntamento al buio. Jack e Diane di defilano, Nadine stupita chiede dettagli. Owen glieli racconta, Nadine gli dice che è un maiale perché le ha fatto credere di provare dei sentimenti che non prova. Owen risponde che è vero, ma l'importante è che sia riuscito ad andare ad un appuntamento senza che sia stato un disastro. Nell'ascoltare quelle parole l'espressione di Nadine si fa sempre più sconsolata e triste.
Quando Owen dice che è stato tutto merito del cambio di prospettiva Nadine risponde "Spero di non aver sentito bene! sei proprio uno stupido!" e esce dal supermercato. La ragazza ferma un taxi, Owen la insegue chiedendole perché lei pensi sia uno stupido, Nadine dice di lasciar perdere, Owen dice va bene, Nadine risponde che è proprio per questo che è stupido, perché se gli si dice di lasciar perdere lui lo fa.
Diane tiene la mano a Jack mentre dorme. La ragazza gli parla del loro rapporto che si è affievolito e di come devono smetterla di tenere la mano l'uno sulla gola dell'altro:
"dobbiamo riuscire ad allentare la presa!".
Tempo dopo Owen a passeggio con la sua nuova ragazza incontra Nadine assieme a un uomo, le due coppie si presentano, due amici si riconciliano. Jack e Owen camminando di sera verso un locale. Jack parla di quanto si sia fatto difficile il rapporto con Diane da quando questi ha conosciuto la ragazza in chat.
Nel locale Diane e Nadine finiscono i preparativi per una festa. Quest'ultima confida all'amica di aver parlato al marito mentre dormiva, Nadine risponde che è venuto il momento per Diane di parlargli seriamente. I due fratelli entrano nel locale, gli amici festeggiano Owen: è il suo compleanno. Brady regala una foto gigante del festeggiato in mutande con le mani alzate alla fermata del metrò. Diane prende in disparte Jack e gli dice che l'amore tra loro è di un genere sbagliato. Jack non capisce, la ragazza risponde di non riuscire più a comunicare con lui: " è come se il mio amore si propagasse in cerchi e il tuo invece si propagasse in quadrati e ogni giorno giro per la casa in cerca di quei piccolissimi cerchi d'amore che mi piacciono tanto e non riesco più a trovarli, e in parte è anche colpa mia perché non vedo i piccolissimi quadrati d'amore che tu lasci in giro, e allora mi arrabbio perché nn sento il tuo amore e poi ti arrabbi anche tu perché tu lo lasci in giro e io non lo vedo, ecco perché forse è il genere d'amore sbagliato...". Jack risponde "Posso dire una cosa? Dobbiamo riuscire ad allentare la presa!", il ragazzo ha sentito sua moglie nel sonno. Diane capisce che il loro amore non è finito e i due si baciano appassionatamente.
Si spengono le candeline, Nadine fa un discorso:
"Ho letto da qualche parte che nella vita le cose succedono tre volte e che esistono due tipi di persone al mondo, quelli che credono che il tre porti fortuna e quelli che sono convinti che dopo tre colpi sei fuori. Bene, la prima volta che incontrai questo signore" (Ndr. Owen) "mi è sembrato il peggior idiota che avessi mai conosciuto, davvero!! E... ha ha ha, la seconda volta che ho visto Owen, perdonate il francese, ha scorreggiato... però la terza, la terza volta... siamo diventati amici, siamo diventati grandi amici... amico mio!!! Sei un numero fortunato!!".
Fine della serata, Owen e Nadine, uno di fronte all'altra, lui le dice che è speciale e la ringrazia, nei loro occhi c'è l'amore, si baciano e vanno a casa di lui.
Nel letto i due ragazzi nudi si coccolano dopo aver fatto l'amore, Owen domanda che cosa succederà ora tra i due, Nadine risponde che non è il caso di pensarci subito, di lasciar evolvere le cose naturalmente. La mattina dopo il ragazzo prepara la colazione per Nadine che gradisce molto il gesto, nel mentre il telefono squilla ma i due non gli danno peso, alla fine la segreteria telefonica registra la voce di Chloe, disperata. Nadine chiede a Owen di rispondere e in palpitante attesa ascolta la conversazione, sentendo che il ragazzo incontrerà Chloe. "Era veramente sconvolta" dice lui. Con una rassegnazione triste e mal celata Nadine dice "Owen, va!". Il ragazzo si avvia, l'espressione di Nadine fa capire che il suo cuore è andato in pezzi.
All'appuntamento Chloe in lacrime esprime tutto il suo dispiacere per aver ferito Owen, parla di come non potesse perdere l'occasione di diventare famosa:
"Era come avere l'occasione di imparare all'improvviso a volare... e dovevo vedere cosa si provava... ma come in tutte le cose c'era un prezzo da pagare, e io ho pagato un prezzo troppo alto, quando ti ho perso..." Il ragazzo risponde: "Tu non mi hai perso!" I due si baciano.
Owen e Nadine camminano in una strada affollata, la ragazza parla di come la sera prima abbiano commesso uno sbaglio presi dalla passione del momento, il ragazzo si sente sollevato, risponde che comunque possono continuare a frequentarsi, e che le farà conoscere Chloe, una sera o l'altra. Nadine prima di rispondere si volta e entra in un taxi, gli occhi si gonfiano di lacrime e annuisce.
Nei giorni successivi i due ricongiunti passano molto tempo assieme, ma la ragazza è troppo presa dalla sua vanità, Owen lo avverte, parlando con su fratello Brady capisce lo sbaglio fatto avendo illuso Nadine e, dopo aver troncato con Chloe, corre a casa della ragazza.
Nadine è arrabbiatissima e dopo essersi sfogata lo manda via.
Il ragazzo nei giorni successivi prova in tutti i modi a farsi perdonare dalla ragazza, lasciandole messaggi di scuse alla segreteria, proiettandole il film "Incontriamoci a Saint Louis" sulla parete fuori casa, invano.
È sera, un Owen triste chiede al telefono notizie di Nadine al fratello Jack, poi il suo sguardo cade sulle pantofole snoopy, il regalo di San Valentino. Il ragazzo va sotto casa di Nadine, per aspettarla, con ai piedi le pantofole snoopy, indispensabili nella "corsa a ostacoli" che sta affrontando per riconquistarla. La ragazza arriva, la serata è fredda, Owen tira fuori il registratore tascabile la voce che ne esce è sempre quella di Nadine. I due si riconciliano.
Cerimonia per il rinnovo delle promesse di matrimonio di Jack e Diane, Owen e Nadine ancora testimoni. Le parole "Lo voglio!" echeggiano nella sala, al "vi dichiaro marito e moglie" Jack e Diane di baciano e scendono dal palco.

## Colonna sonora
- "Wonderful Day" di Kelly Burgos
- "Eddie's Bounce", "Noche", "Waltz of Philly Joe", "Tiny's last tune" di Jerry Kalaf
- "Mona Lisa" scritta da David Fitzpatrick e Deborah Diamant, cantata da Domingo
- "Out of my head" scritta da Devin Powers e cantata dai The Vents
- "Didn't it rain" di V. Reed e C. Roberts
- "When I close my eyes" di Scott Uraquart
- "Trying to get over there" di David Grahame e David Vidal
- "String serenade: waltz" di Peter Tchaicovsky
- "Impromptu in E flat major"
- "Baby you got to choose"
- "Mezzanine Film"
- "Troubled life"
- "Looking for a reason"
- "She's a fence jumper"
- "Living in the past"
- "Trying to make it real"
- "The trolley song"
- "Don't step away"